# Sur le système politique que devrait suivre la Russie
Sur le système politique que devrait suivre la Russie è una memoria scritta intorno al 1803 da Scipione Piattoli frutto delle conversazioni con Adam Jerzy Czartoryski, nei quali vengono esposti dei piani russi per il riassetto degli Stati europei dopo l'imminente caduta dell'Impero napoleonico. Questo trattato prevedeva come base per il nuovo assetto europeo il ritorno della Francia ai suoi confini naturali, l'indipendenza dello Stato italico e germanico e l'autonomia della Polonia. Tali progetti furono sospesi temporaneamente in seguito alla Pace di Tilsit ma furono poi ripresi, seppur con alcune modifiche operate da Pitt, dal Congresso di Vienna che se ne avvalse come modello.